# اسکات ریجل
اسکات ریجل (به انگلیسی: Scott Rigell) نمایندهٔ حوزه انتخابیه دوم ویرجینیا از حزب جمهوری‌خواه ایالات متحده آمریکا در مجلس نمایندگان ایالات متحده آمریکا است که برای نخستین‌بار در ۵۹ ژانویه ۲۰۱۱ میلادی به‌عضویت این مجلس درآمد.